# 생방송 세상을 연다
생방송 세상을 연다는 2002년 11월 4일부터 2004년 7월 2일까지 iTV 경인방송에서 평일 아침 8시 10분부터 아침 9시 20분까지 방송되었던 아침 교양·정보 프로그램이며, iTV 경인방송의 역대 아침 정보 프로그램 중 마지막 아침 정보 프로그램이다.

## MC
- 유형서, 박근혜

## 토요특집 생방송 세상을 연다
토요특집 생방송 세상을 연다는 2003년 4월 12일부터 2003년 6월 7일까지 iTV 경인방송에서 "생방송 세상을 연다"의 토요일 방송으로 매주 토요일 아침 8시 10분부터 아침 9시까지 9회 가량 방송되었던 iTV 경인방송의 아침 교양·정보 프로그램이다.

## 같이 보기
- 모닝와이드 (SBS)
- 생방송 오늘아침 (MBC)

## 역대 아침 정보 프로그램
| iTV 역대 아침 정보 프로그램                          | iTV 역대 아침 정보 프로그램                           | iTV 역대 아침 정보 프로그램 |
| 이전 작품                                            | 작품명                                                | 다음 작품                   |
| ---------------------------------------------------- | ----------------------------------------------------- | --------------------------- |
| 선택! 행복한 아침 (2001년 7월 2일 ~ 2002년 11월 1일) | 생방송 세상을 연다 (2002년 11월 4일 ~ 2004년 7월 2일) | 폐지                        |